# Granträsket (Lycksele socken, Lappland, 713888-162132)
Granträsket är en sjö i Lycksele kommun i Lappland och ingår i Öreälvens huvudavrinningsområde. Sjön har en area på 2,7 kvadratkilometer och ligger 401 meter över havet. Sjön avvattnas av vattendraget Granträskbäcken.

## Delavrinningsområde
Granträsket ingår i det delavrinningsområde (713937-162229) som SMHI kallar för Utloppet av Granträsket. Medelhöjden är 433 meter över havet och ytan är 13,64 kvadratkilometer. Det finns inga avrinningsområden uppströms utan avrinningsområdet är högsta punkten. Granträskbäcken som avvattnar avrinningsområdet har biflödesordning 3, vilket innebär att vattnet flödar genom totalt 3 vattendrag innan det når havet efter 160 kilometer. Avrinningsområdet består mestadels av skog (52 procent) och sankmarker (23 procent). Avrinningsområdet har 2,71 kvadratkilometer vattenytor vilket ger det en sjöprocent på 19,8 procent.